# Pistol Annies
Die Pistol Annies sind eine Country-Music-Supergroup bestehend aus den drei Musikerinnen Miranda Lambert, Ashley Monroe und Angaleena Presley. 2011 hatten sie ihren ersten Fernsehauftritt und veröffentlichen seitdem in unregelmäßigen Abständen Alben.

## Bandgeschichte
Bevor die drei Frauen die Band gründeten, kannte Miranda Lambert Ashley Monroe und Angaleena Presley nur als Songwriterin, die einzelne Songs zu ihren Alben beitrugen. Anlässlich des Fernsehspecials Girls' Night Out: Superstar Women of Country der Academy of Country Music im April 2011 hatten sie ihren ersten gemeinsamen Auftritt. Ihre erste Single Hell on Heels veröffentlichten sie im Mai und das gleichnamige Album im August dieses Jahres. Das Album stieg auf Platz 1 der Countrycharts und erreichte Goldstatus. In den offiziellen Album-Top-200 kamen sie auf Platz 5. Auch das Lied kam in die offiziellen Charts auf Platz 55 und erhielt Platin.
In der Zeit danach machte das Trio immer wieder Aufnahmen mit anderen Musikern wie den Chieftains und Jewel und sie trugen den Song Run Daddy Run zu The Hunger Games: Songs from District 12 and Beyond bei, einem Album zur Buchverfilmung Die Tribute von Panem – The Hunger Games. Erst danach hatten Monroe und Presley ihre ersten eigenen Chartalben.
2013 kam das Trio wieder zusammen und spielte mit Lamberts damaligen Ehemann Blake Shelton für dessen Album Based on a True Story … den Song Boys ’Round Here ein. Das Lied wurde ein übergreifender Hit und wurde mit 3-fach-Platin ausgezeichnet. Zwei Monate später veröffentlichten die Pistol Annies ihr zweites gemeinsames Album Annie Up, das wieder Platz 5 der Billboard 200 und Platz 2 bei den Countryalben erreichte. Hush Hush und I Feel a Sin Comin’ Up waren zwei kleinere Countryhits.
Danach nahmen sie sich eine längere Pause für ihre Solokarrieren, in der sie sich allerdings gegenseitig beim Songwriting unterstützten. 2018 folgte das dritte Album Interstate Gospel, das ihnen die zweite Nummer-eins-Platzierung in den Countrycharts brachte. Insgesamt blieb der Erfolg aber hinter den Vorgängern zurück, obwohl das Album bei den Grammy Awards in der Kategorie Bestes Countryalbum zu den Auszeichnungskandidaten gehörte.

## Mitglieder
- Miranda Lambert
- Ashley Monroe
- Angaleena Presley

## Diskografie

### Alben
| Jahr | Titel             | Höchstplatzierung, Gesamtwochen, AuszeichnungChartplatzierungen (Jahr, Titel, Platzierungen, Wochen, Auszeichnungen, Anmerkungen) | Höchstplatzierung, Gesamtwochen, AuszeichnungChartplatzierungen (Jahr, Titel, Platzierungen, Wochen, Auszeichnungen, Anmerkungen) | Anmerkungen |
| Jahr | Titel             | US | Country | Anmerkungen |
| ---- | ----------------- | --- | --- | ----------- |
| 2011 | Hell on Heels     | US5 Gold · (71 Wo.)US | Country1 (78 Wo.)Country |             |
| 2013 | Annie Up          | US5 (18 Wo.)US | Country2 (34 Wo.)Country |             |
| 2018 | Interstate Gospel | US15 (3 Wo.)US | Country1 (6 Wo.)Country |             |

### Singles
| Jahr | Titel Album                                | Höchstplatzierung, Gesamtwochen, AuszeichnungChartplatzierungen (Jahr, Titel, Album, Platzierungen, Wochen, Auszeichnungen, Anmerkungen) | Höchstplatzierung, Gesamtwochen, AuszeichnungChartplatzierungen (Jahr, Titel, Album, Platzierungen, Wochen, Auszeichnungen, Anmerkungen) | Anmerkungen                       |
| Jahr | Titel Album                                | US | Country | Anmerkungen                       |
| --- | ------------------------------------------ | --- | --- | --------------------------------- |
| 2011 | Hell on Heels                              | US55 Platin · (3 Wo.)US | — |                                   |
| 2013 | Boys ’Round Here Based on a True Story…    | US12 ×5Fünffachplatin · (21 Wo.)US | Country2 (31 Wo.)Country | Blake Shelton feat. Pistol Annies |
| 2013 | Hush Hush Annie Up                         | — | Country41 (5 Wo.)Country |                                   |
| 2018 | Got My Name Changed Back Interstate Gospel | — | Country48 (1 Wo.)Country |                                   |
| Folgende Lieder erschienen nicht als Single, wurden aber durch das Album zum Download und Streaming bereitgestellt und konnten somit eine Platzierung erlangen: |                                            | | |                                   |
| |                                            | | |                                   |
| 2013 | I Feel a Sin Comin’ On Annie Up            | — | Country43 (2 Wo.)Country |                                   |

Weitere Singles
- Boys from the South (2011)
- Blue Christmas (mit Blake Shelton, 2012)